# Steven Curtis Chapman

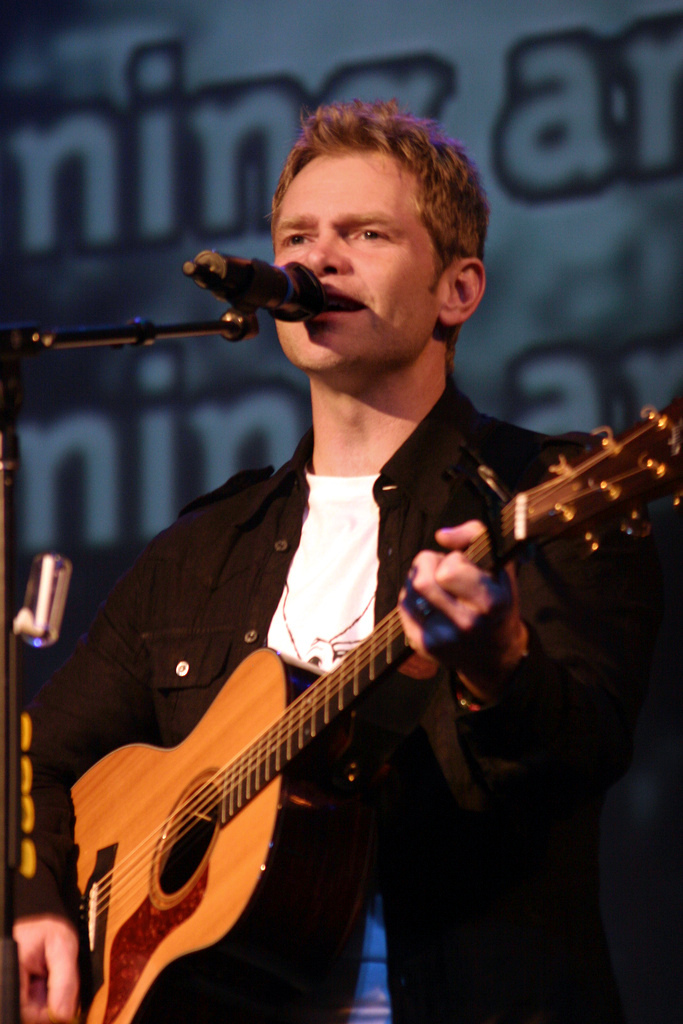
Steven Curtis Chapman.

Steven Curtis Chapman (Paducah, Kentucky, 21 de novembro de 1962) é um cantor estadunidense de música cristã contemporânea.
Chapman iniciou sua carreira nos anos 80 como compositor. Logo depois, se tornou um dos mais promissores cantores do gênero, lançando mais de 20 álbuns até hoje.
Chapman ganhou cinco Grammy Awards e outros 51 prémios da Associação da Música Gospel, mais do que qualquer outro artista.
Em 2007 ele vendeu mais de 10 milhões de álbuns e tem 9 álbuns que ganharam prêmio de Platina e de Ouro.
Chapaman também é voltado a causas sociais junto com sua esposa Mary Beth. Juntos, adotaram três crianças chinesas e deram início a uma organização denominada Shaohannah's Hope, que oferece concessões para facilitar famílias qualificadas a diminuírem o custo da adoção que desejam fazer.
Chapman compôs a música “Remembering you” para o filme As Crônicas de Nárnia.

## Juventude
Steven Curtis Chapman (SCC) nasceu em Paducah, Kentucky, em 21 de novembro de 1962. Seus pais são chamados Herb Chapman e Judy Chapman. O pai de Steven Curtis Chapman é um professor de violão, em sua cidade natal. Por isso, os jovens Steven e Herb Junior - seu irmão - cresceram tocando guitarra e cantando.
Depois de terminar o ensino médio, Steven Curtis Chapman deu entrada como aluno de medicina na Georgetown College, em Kentucky. Depois de dois períodos, ele transferiu o curso para a Anderson College, em Indiana. Entretanto, ele rapidamente largou o curso e se mudou para Nashville para tentar carreira musical. Enquanto estava em Nashville, ele ainda foi para o Belmont College, mas apenas por pouco tempo. Então, SCC começou a trabalhar em shows no Opryland USA, um parque temático em Nashville, onde também começou a se dedicar à composição musical.
Nos idos de 1980, Chapman escreveu a música "Built to Last" ("Construído para Durar", em português). Na época, a canção foi gravada pelo grupo de música religiosa, The Imperials. A canção ganhou força e o levou a assinar com a Sparrow Records, onde Chapman se destacou.

### Primeiros Álbuns
Em 1987, SCC lança o primeiro álbum, intitulado First Hand (em português, Primeira Mão). O disco incluia a canção "Weak Days" (Dias Fracos), que chegou ao segundo lugar no ranking da Contemporary Christian Music Chart(Escala de Música Cristã Contemporânea).
Em 1988, ele prosseguiu com o segundo álbum, Real Life Conversations (Conversas do Mundo Real), no qual ele conseguiu mais quatro sucessos, incluindo a canção de primeiro lugar "His Eyes" (Os Olhos Dele). A canção, de co-autoria de James Isaac Elliot, faturou o prêmio de Contemporary Recorded Song of the Year (Música Contemporânea Gravada do Ano), concedido pela Gospel Music Association (Associação de Música Gospel), em 1989. Inclusive, neste mesmo ano, Chapman levou o prêmio de Melhor Compositor.
Depois disso, SCC seguiu com outros álbuns, como More to This Life (Mais para Esta Vida) e For the Sake of the Call (Por Amor ao Chamado). Em todos esses discos, Chapman conseguiu emplacar a primeira posição com os respectivos singles, além de conquistar diversos prêmios da Gospel Music Association. Vale ressaltar que o For the Sake of the Call deu a Steven Curtis Chapman o primeiro Grammy como Melhor Álbum de Pop Gospel. Todas essas conquistas o fortaleceram ainda mais na cena da música cristã.

### Público
Em 1992, Chapman deu uma alavancada para o grande público com o álbum The Great Adventure (A Grande Aventura). O disco garantiu a SCC mais dois Grammys, pelo álbum e pelo videoclipe de mesmo nome - o videoclipe pode ser visto no YouTube.
Depois que a Sparrow Records foi comprada pela EMI/Liberty Records, o álbum foi comercializado para um público maior, fazendo com que atingisse o Disco de Ouro em 1993. O sucesso do álbum garantiu a Steven Curtis Chapman realizar uma gravação de um de seus shows e lançá-la sob o título de The Live Adventure (A Aventura Ao Vivo), tanto em vídeo como em CD. Essa iniciativa rendeu a Chapman mais prêmios da Gospel Music Association, e também um novo prêmio da revista American Songwriter, na categoria Compositor e Artista do Ano.
O sucesso continuou com os álbuns Heaven in the Real World (Paraíso no Mundo Real), Signs of Life (Sinais de Vida) e Speechless (Sem Palavras). Em 2001, com o lançamento de Declaration (Declaração), Steven Curtis Chapman chamou mais atenção e subiu no ranking top 200.
Esse álbum, junto com All About Love (Tudo Sobre o Amor) lançado em 2003, chegou ao pico na décima quinta posição geral. Na sequência, o álbum All Things New (Novas Todas as Coisas) alcançou a vigésima segunda colocação.
Chapman também lançou três especiais de Natal. O primeiro deles foi em 1995, chamado The Music of Christmas (A Música do Natal), relançado em 2004 e distribuído apenas nas lojas Hallmark Cards. Já em 2005, ele lançou o inédito All I Really Want for Christmas (Tudo o que Realmente Quero no Natal).
No videogame cristão Dance Praise (Louvor em Dança), quatro músicas de Steven Curtis Chapman estão presentes: "All About Love", "Dive" (Mergulho), "Live Out Loud" (Viva em Alto Som) e "Only Getting Started"(Apenas Começando). O pacote de expansão do jogo, Dance Praise Expansion Pack Volume 1: Modern Worship, acrescentou mais canções de SCC: "Children of the Burning Heart" (Crianças de Coração Ardente), "Let us Pray" (Vamos Orar), "See the Glory" (Veja a Glória), "Fingerprints of God" (Digitais de Deus) e "I Do Believe" (Eu Acredito).
Chapman também apresenta o show "The Best of the Dove Awards", uma compilação dos melhores momentos do GMA Dove Awards (Prêmio Dove), no Gospel Music Channel.

### Mais Recente
Em 2006, Chapman fez turnê em alguns países asiáticos. Em seu site oficial, houve concertos agendados para tropas norte-americanas na Coreia do Sul - o primeiro show cristão da história exclusivo para militares naquele país.
No entanto, em terras do extremo oriente, o momento mais marcante foi em Xangai, na China, onde aconteceu a primeira apresentação pública de um artista cristão aberta para cidadãos com passaporte chinês. Este evento se tornou o terceiro maior concerto de Xangai naquela primavera.
A turnê ainda passou por Austrália, Nova Zelândia, Filipinas, Hong Kong e Singapura. Durante o mesmo período, a música "The Blessing" alcançava o primeiro lugar nas paradas da Tailândia.
Em 2007, Chapman foi um dos carros-chefes do Winter Jam, com Jeremy Camp. Para a turnê, ele levou a banda do filho, chamada The Following, para ser a banda de apoio, junto com o tecladista Scott Sheriff. Em outubro de 2007, SCC também lançava o álbum This Moment (Este Momento), o qual incluiu os singles de sucesso "Cinderella" e "Yours" (Teu). Ele foi escolhido para fazer parte da coletânea WOW Worship 2009 com o hit "Cinderella". Enquanto isso, Steven Curtis Chapman continuava em turnê com os filhos, Caleb e Will.
Em 20 de abril de 2008, Chapman ganhou uma estrela na Calçada da Fama de Nashvile, por sua contribuição para música cristã. Em 3 de novembro de 2009, SCC lançou o décimo sétimo álbum, intitulado Beauty Will Rise (A Beleza Vai se Erguer), em que a grande maioria das canções foi inspirada na trágica morte da sua filha, Maria Sue. Ele afirma que as músicas do disco são seus "salmos pessoais". Steven, sua esposa Mary Beth, e seus filhos, Caleb e Will, fizeram uma tatuagem com a flor que Maria Sue desenhou antes de falecer.
"Beauty Will Rise", "Choosing to SEE: A Journey of Struggle and Hope" (Escolhendo VER: Uma Jornada de Luta e Esperança) - livro escrito por Mary Beth -, e a nova música de Steven Curtis Chapman, "Meant to Be" (Feito para Ser), são dedicados à memória de Maria Sue.

## Vida Pessoal
Steven Curtis Chapman é cristão e, em 2010, completou 25 anos de casamento com Mary Beth Chapman. Inclusive, ambos já possuíam o mesmo sobrenome antes mesmo de contraírem matrimônio. Eles se conheceram no começo da década de 1980 na Anderson University, em Anderson, no estado de Indiana, e casaram-se no outono de 1984.
Hoje em dia, o casal mora em Franklin, estado do Tennessee, e tem três filhos biológicos: Emily Elizabeth, Caleb Stevenson e William “Will” Franklin. Depois de uma viagem de missões ao Haiti, Steven e Mary Beth foram questionados pela filha Emily, que os acompanhavaa na jornada, sobre a ideia de adotar uma garota do outro lado do mundo. Na ocasião, ambos disseram “não”.
Depois de muita insistência de Emily, e também de algumas pesquisas, Steven e Mary Beth mudaram o pensamento e adotaram três garotinhas chinesas: Shaohannah “Shaoey” Hope, Stephanie “Stevey” Joy e Maria Sue.
Quanto à música, o irmão mais velho de Mary Beth (cunhado de Steven Curtis Chapman), Jim Chapman, participou do grupo musical 4 Runner em meados da década de 1990.
Juntos, Steven Curtis Chapman e a esposa escreveram três livros infantis com temas sobre adoção: Shaoey And Dot: Bug Meets Bundle (2004), Shaoey and Dot: The Christmas Miracle (2005) e Shaoey and Dot: A Thunder and Lightning Bug Story, ilustrado por Jim Chapman (2006).
Inspirado em conto de fadas, Steven Curtis Chpaman escreveu, em 2008, Cinderella: The Love of a Daddy and His Princess (Cinderela: o amor de um pai e sua princesa). A história narra e celebra as bençãos da infância, da família, do amor e da vida.
Ao lado do pastor Scotty Smith, Chapman escreveu dois livros motivacionais para adultos: Speechless, em 1999, e Restoring Broken Things, em 2005. Ainda, a música “All About Love” foi tema nos comerciais do programa Celebrity Duets, do canal Fox norte-americano.
Steven Curtis Chapman e seus filhos, sob o nome de “Stevenson”, já participaram de gravações. Depois, foi a vez de Caleb Stevenson gravar para o CD Veggie Rocks, em 2003, a música “I Love My Lips”. SCC ainda gravou uma nova canção para o filme It's A Meaningful Life, da franquia Os Vegetais. A música se chama "Meant to Be".
Steven Curtis Chapman tem amizade e parceria professional com o cantor e compositor Geoff Moore. A família Chapman é membro da Christ Community Church (Igreja da Comunidade de Cristo).  Eles têm dois cachorros, chamados Duke e Winston.

### Morte de Maria Sue Chapman
Vinte e quatro horas antes de falecer, Maria Sue, de apenas 4 anos, meteu-se em confusão por mau comportamento. Na manhã do trágico acidente, Steven Curtis Chapman conversou com ela sobre o que a garota havia feito.
Maria Sue Chapman morreu de um acidente em 21 de maio de 2008, quando foi atingida pelo carro do irmão mais velho, Will Chapman,  que tentava estacionar na garagem de casa, em Franklin, Tennessee, ao retornar de um teste para uma escola de música, de acordo com o órgão oficial Tennessee Department of Safety.
Maria Sue ainda foi socorrida de helicóptero para o Vanderbilt Children’s Hospital (Hospital Infantil de Vanderbilt). Os paramédicos ainda tentaram salvá-la, mas não houve sucesso. Ela morreu a caminho do hospital. Logo no pouso, ela foi declarada morta por conta dos ferimentos e perda de sangue.
Antes do acidente, toda a família se preparava para comemorar dois fatos: a formatura de Caleb Chapman no ensino médio na Christ Presbyterian Academy (Academia Presbiteriana de Cristo), e o noivado da filha Emily.
O departamento de trânsito e tráfego do estado onde moram, Tennessee Highway Patrol, solidarizou-se com os familiares de Maria Sue e caracterizou o acidente como "terrível", em que não foi prestada nenhuma queixa. Will Chapman foi liberado com apenas uma advertência.
Durante o funeral de Maria Sue, em que pregou o pastor Scotty Smith, todos os familiares expressaram  a fé em Deus e o amor entre eles.
Depois do acidente de Maria Sue, a família comentou publicamente o assunto, falando também sobre a importância da fé mesmo diante do ocorrido. Os Chapman estiveram no Good Morning America, em Larry King Live, na revista People, no The 700 Club e no Huckabee.
Maria Sue foi enterrada com o vestido de dama de honra que usaria no casamento da irmã mais velha, Emily, em outubro.
A família guardou, num cofre especial, alguns pertences de Maria, como suas sapatilhas de balé e cartas de seus irmãos e irmãs. O irmão Will ficou o cobertor favorito dela. Maria Sue foi enterrada no Williamson Memorial Gardens, em Franklin, Tennessee.
O mais recente álbum de Steven Curtis Chapman, Beauty Will Rise conta um pouco do aconteceu com a família Chapman durante e depois da morte de Maria. Inclusive, SCC quase decidiu encerrar a carreira musical e nunca mais cantar a música "Cinderella", composta por ele, que fala sobre o relacionamento entre pai e filha. No entanto, Chapman se deu conta de que a filha não apenas gostaria de que ele continuasse a carreira e como também continuasse a cantar "Cinderella".
Em novembro de 2009, um ano depois da morte de Maria Sue, SCC fez uma apresentação especial na Harvest Christian Fellowship (Comunidade Cristã da Colheita), da qual o pastor titular, Greg Laurie, também sofreu a perda do filho, Christopher Laurie, meses após o falecimento de Maria Sue Chapman. Na ocasião, Steven cantou algumas músicas do álbum Beauty Will Rise e debateu com o pastor Laurie sobre como lidar com a dor e sobre a fé e a esperança de ambos na vida com Cristo após a morte.

### Ativismo e Causas Sociais
Em 2009, o Show Hope (Mostre Esperança) terminou de construir a Maria’s Big House of Hope (Grande Casa da Esperança de Maria), na China. A Big House of Hope é um centro médico que se dedica a prover cuidados holísticos a órfãos com necessidades especiais. O centro médico foi erguido em memória de Maria Sue Chapman.
O Show Hope e Maria’s Big House of Hope ganharam o prêmio Anjos da Adoção do Congresso, pelo Congressional Coalition on Adoption Institute (Instituto da Coalizão para Adoção do Congresso), em Washington, D.C., em setembro de 2001.
Em 2009, pelo trabalho desenvolvido no Show Hope, Seteven e Mary Beth receberam o prêmio Children’s Champion (Campeão das Crianças) da organização beneficente Children’s Hunger Fund (Fundo contra Fome Infantil).
No final dos anos 90, Chapman se envolveu na prevenção contra a violência da juventude, logo depois que ocorreu o tiroteio, em 1997, na Heath High School, na cidade de West Paducah, Kentucky. O incidente ficou conhecido como Heath High School shooting. SCC dedicou a canção “With Hope”, do álbum Speechless, de [1999], às famílias vítimas da tragédia. Também, ele foi convidado para cantar no funeral de uma das vítimas.
Mais tarde, Steven Curtis Chapman promoveu um apresentação e, junto com Charles Colson, criou um vídeo para sensibilizar os adolescentes aos perigos da violência planejada e encorajá-los a denunciar esses perigos às autoridades competentes, a fim de evitar outros incidentes.
Chapman também promoveu a organização beneficente World Vision (Visão Mundial) por pelo menos uma década, sendo o porta-voz do Projeto Restaurar, com o objetivo de recuperar, em parceria com a Gospel Music Association, parte dos Estados Unidos devastada pelo Furacão Katrina.
Steven Curtis Chapman também viajou à Uganda em algumas ocasiões para ajudar com o problema de indigência infantil, pois várias crianças moravam nas ruas, sem um lar. O objetivo era auxiliar órfãos e organizações que promoviam a adoção. Ele se apresentou em algumas igrejas, incluindo a Kampala Pentecostal Church (Igreja Pentecostal de Kampala).
Desde a inesperada morte da filha Maria Sue, Mary Beth Chapman escreveu e lançou o livro sobre a perda da filha mais nova. A obra foi intitulada Choosing to SEE: A Journey of Struggle and Hope (Escolhendo VER: Uma Jornada de Luta e Esperança).
O filho Caleb casou-se com a namorada Julia. Caleb e o irmão Will formaram uma banda cristã, chamada "Caleb".
A filha Shaoey entrou para o time de basquete e aprendeu a tocar trombone – ambas as atividades na escola. Já Stevey Joy pratica ginastica olímpica. As duas estão aprendendo a cantar e até formaram uma pequena banda, quando Maria Sue ainda era viva.

## Discografia
Steven Curtis Chapman lançou 16 álbuns produzidos em studio. No total, são mais de 20 álbuns na carreira, incluindo dois especiais de Natal, coletâneas de maiores sucesso e gravações ao vivo. Ao todo, SCC já vendeu mais de 10 milhões de cópias. Como recompensa, ganhou dois Discos de Platina e sete Discos de Ouro, além de ter emplacado 46 músicas que estiveram em primeiro lugar nas rádios cristãs.

### Álbuns de estúdio
- First Hand (1987)
- Real Life Conversations (1988)
- More to This Life (1989)
- For the Sake of the Call (1990)
- The Great Adventure (1992)
- Heaven in the Real World (1994)
- The Music of Christmas (1995)
- Signs of Life (1996)
- Speechless (1999)
- Declaration (2001)
- All About Love (2003)
- Christmas is All in the Heart (2003)
- All Things New (2004)
- The Abbey Road Sessions (2005)
- All I Really Want for Christmas (2005)
- Musical Blessings (2006) (Lançamento internacional)
- This Moment (2007)
- Beauty Will Rise (2009)

### Ao vivo
- The Live Adventure (1993)

### Compilações
- Greatest Hits (1997)
- Now & Then (2006)